# Aluatins
Els aluatins (Alouattinae) són una subfamília de primats de la família dels atèlids. Conté un gènere vivent, els aluates (Alouatta), i diversos d'extints. Tant les espècies actuals com les extintes són endèmiques de les Amèriques, majoritàriament de Sud-amèrica. Són animals quadrúpedes i dotats de cua prènsil. Els seus representants moderns es nodreixen de fulles, però hi ha indicis que fan pensar que la condició originària d'aquest grup era el frugivorisme. Tenen la proporció cervell-massa corporal més baixa de tots els simis.